# Maarten Libin
Maarten Libin (18 november 1992) is een Belgische zwemmer.
In het zwemmen komt hij uit in de schoolslagklasse SB6, dat is de klasse voor zwemmers met o.a. een dubbele beenamputatie. Libin vertegenwoordigde op de Paralympische Spelen van Rio 2016 België op de 100 m schoolslag. Daar werd hij 9de in de reeksen en kon hij zich net niet plaatsen voor de finale.

## Prestaties
- 2016: Paralympische Zomerspelen in Rio, 100 schoolslag: 9de
- 2016: Europees Kampioenschap in Funchal,  100 schoolslag: 8ste
- 2015: Wereldkampioenschap in Glasgow, 100 schoolslag: 5de